# Lobeiros
Lobeiros é uma aldeia que pertence à freguesia de Alvorninha, município de Caldas da Rainha, em Portugal. Tem cerca de 100 habitantes.

## Etimologia
A origem do nome desta aldeia dever-se-á provavelmente à grande densidade de lobos aqui exitente até há algumas décadas.

## História
Lobeiros está localizada numa região com ocupação humana pelo menos desde os tempos da civilização Romana. Pertenceu ao antigo concelho de Almofala e posteriormente ao concelho de Alvorninha.
Esta zona era uma zona de floresta densa, e daí a forte existência de lobos, veados, corços, e javalis nesta zona há vários séculos.[carece de fontes?]
Existia também em Lobeiros uma importante fábrica de telha e tijolo no início do século XX e nos Baixinhos uma importante pedreira em que a pedra daí extraida era utilizada principalmente para fazer mós para moinhos, azenhas e lagares de azeite.

## Economia
A economia de Lobeiros está principalmente dirigida para a agricultura, pecuária, construção civil e carpintaria.

## Associativismo
Em Lobeiros existe a Associação ASAS Lobeiros, associação criada pelos habitantes de Lobeiros e aldeias agregadas (Leirosa, Louriceira, Baixinhos e Casal Salvador), com o objetivo de desenvolver estas aldeias e ter um local de convivio e cultura. Sendo a sua data de criação oficial de 19 de março de 1990, a associação começou a ser idealizada em junho de 1983.
A origem do nome ASAS Lobeiros vem das aldeias agregadas à mesma: ASAS é um acrónimo com a última letra do nome de cada aldeia; LeirosA, LobeiroS, LouriceirA, BaixinhoS.

## Festividades
Sendo o padroeiro desta aldeia Santo António, todos os anos no fim-de-semana mais próximo do dia 13 de junho realiza-se a festa em honra ao mesmo.
Também tem como tradição realizar a festa do emigrante que se realiza por norma no terceiro fim-de-semana de agosto. Esta festa pretende homenagear os emigrantes e também proporcionar um momento de divertimento mais tradicional tanto aos emigrantes como aos residentes.